# 호모바닐산
호모바닐산(영어: homovanillic acid, HVA)은 도파민에 모노아민 산화효소와 카테콜-O-메틸트랜스퍼레이스가 연속적으로 작용하여 생성되는 주요 카테콜아민 대사산물이다. 호모바닐산은 산화효소를 탐지하는 시약으로 사용되며, 뇌의 도파민 수치와 관련이 있다.
정신의학 및 신경과학에서 호모바닐산의 뇌척수액 수준은 2-디옥시-D-글루코스에 의한 대사 스트레스의 지표로 측정된다. 호모바닐산의 존재 여부는 신경아세포종 및 크롬친화성세포종의 진단에 이용할 수 있다.
공복시 혈장 내 호모바닐산의 수치는 남성보다 여성에서 더 높은 것으로 알려져 있다. 이것은 성 호르몬의 교차 투여 전후에 유전적 성별에 따라 노인과 갱년기인 사람들 뿐만 아니라 트랜스젠더인 사람들에서도 패턴이 유지되기 때문에 성인의 호르몬 변화의 영향을 받지 않는 것으로 보인다. 호모바닐산의 차이는 흡연자들의 혈장 내 호모바닐산의 양이 현저하게 적다는 것을 봤을 때, 담배를 피는 것과 관련이 있다.

## 같이 보기
- 호모바닐릴 알코올